# 2Suit
Le 2Suit est un vêtement conçu pour faciliter les rapports sexuels en apesanteur, dans l'espace ou sur une planète à faible gravité. Il a été testé en microgravité lors d'un vol parabolique.

## Histoire

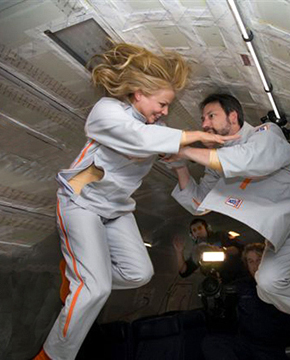
Vanna Bonta teste le 2Suit en microgravité lors d'un vol parabolique le 13 septembre 2008 (History Channel, The Universe).

Le 2Suit a été inventé par Vanna Bonta en 2006 après un vol parabolique initié par la National Space Society en 2004. Bonta a présenté la conception de ce vêtement en 2006 lors de la conférence New Space de la Space Frontier Foundation,,. Elle effectue la présentation avec son mari, mais le couple se limite à des baisers et des câlins devant les examinateurs et les caméras. La présentation du 2Suit faite par la chaîne MSNBC en 2006 a été reprise par les médias internationaux,,,.
En 2008, le premier 2Suit a été fabriqué et testé dans le cadre d'un documentaire de The History Channel pour la série télévisée The Universe. L'émission dépeint une mère enceinte dans un espace-salon portant un 2Suit. Le documentaire énonce que le « 2Suit est un petit pas pour l'humanité colonisant l'univers »,,. Le 2Suit fait l'objet de discussions en tant qu'objet de mode et de futurisme dans le magazine Wired, Discovery Channel et bien d'autres médias,,.

## Conception
Le 2Suit est une combinaison de vol comprenant un grand rabat avant qui peut être ouvert et attaché à une autre combinaison via des bandes Velcro. Cela permet d'avoir un espace d'intimité dans l'espace. Une fois attachée, des fonctions supplémentaires de conception sont déployées, libérant un tissu ultra-léger qui transforme le 2Suit en un vêtement ample, maintenant deux personnes à proximité l'une de l'autre.
Le 2Suit est équipé pour s'attacher à une surface stable. L'amplitude du vêtement est réglable de l'intérieur. Il est également bordé de faisceaux utilisés en option capables de réguler le vêtement pour ajuster la proximité des différents points. Une fonction rapide " déshabiller " enlève le vêtement, laissant éventuellement les harnais en place pour la stabilisation à une surface statique.

## Fonction et intention
La fonction du 2Suit est de stabiliser la proximité humaine, facilitant ainsi l'intimité, des tâches en tandem ou adjacentes, les loisirs ou la procréation humaine dans des environnements en impesanteur, mais également des activités comme la lecture, des activités qui seraient difficiles à réaliser hors des zones confinées.
Grâce à son système de fixation, le 2Suit permet d'être stabilisé dans une station de travail, soulageant ainsi de la nécessité de déployer des efforts constants pour prévenir la dérive qui se produit dans des environnements en apesanteur et microgravité. L'effort constant pour maintenir la proximité physique pourrait en effet créer un effet cumulé ou faible de stress.
Cette invention est le résultat de l'expérience personnelle de Bonta pendant un vol parabolique de 2004. Elle nota empiriquement les effets de la sensation de manque total d'attraction de la masse physique dans des environnements en impesanteur. Imaginant des périodes prolongées en environnement à faible ou nulle gravité, Bonta projeta que, dans des environnements en impesanteur, un sens de l'intimité humaine, y compris à deux, était nécessaire. 
Postulant que « la proximité humaine en détente est une requête conditionnée qui crée un sentiment de bien-être », Bonta a conçu le 2Suit. Comme solution, ce vêtement éliminerait un effort physique constant pour rester proche en microgravité et, alternativement, s'offrir des conditions d'espace ouvert pour le plaisir, en privé ou pour des activités de groupe impliquant des couples, comme les films ou les événements.
Le 2Suit a également des applications thermiques utiles dans les situations d'urgence, en permettant de mieux conserver la chaleur du corps,.
Des versions familiales pourraient s'étendre à 3 ou 4suit, pour utilisation avec sous-vêtements.

## Dans la culture populaire
Cracked Magazine mentionne le 2Suit comme l'un des « sept vrais costumes qui vont bientôt faire du monde un endroit plus cool ».
Le 2Suit a été mentionné dans des magazines de voyage et d’exploration dans le cadre d’articles sur des sujets tels que le « club de 400 miles de haut ».
Le 2Suit a fait l'objet de chansons comme 2Suit de l'album Valentine's Days de Binary Bits,, et dans la piste Sex Suit de Anti-Gravity Love du groupe irlandais Fred and Bob.

## Récompenses
- 2013 : Dans les « 10 meilleures réalisations spatiales méconnues » selon Jalopnik[27],[28].